# Седрік Гогуа
Седрік Гогуа (фр. Cédric Gogoua, нар. 10 липня 1994, Абіджан) — івуарійський футболіст, захисник.

## Клубна кар'єра
Народився 10 липня 1994 року в місті Абіджан. Вихованець футбольної школи клубу Sabé Sports.
Займався футболом у клубі «Сабе Спорт» з міста Буна), поки 2010 року не потрапив в один з найсильніших івуарийських клубів «Африка Спорт». Через рік Седрік допоміг клубу виграти чемпіонат Кот-д'Івуару. У березні 2012 року перед матчем Ліги чемпіонів з єгипетським «Замалеком» самовільно покинув розташування команди і поїхав на перегляд в Таїланд, але жодному клубу не підійшов і повернувся додому, ставши гравцем клубу «Іссіа Вазі».
У квітні 2014 року після перегляду підписав контракт з фінським клубом СІК, де отримав 27-й номер. Спочатку Гогуа грав за дубль СІКа — клуб «Керхо 07 з Какконена. Лише 17 травня Седрік дебютував в першій команді у Вейккауслізі в матчі з Марієгамн». Івуарієць швидко закріпився в основному складі, і по закінченні сезону був визнаний кращим захисником ліги. У наступному сезоні Седрік допоміг клубу вперше у своїй історії стати чемпіоном Фінляндії.
16 січня 2016 року Седрік підписав контракт з белградським «Партизаном» на 4 роки і взяв собі 51-й номер. «Чорно-білі» заплатили за івуарійця 300 тисяч євро. Дебютував за «Партизан» 27 лютого у «вічному дербі» проти «Црвени Звезди», в якому забив гол, який, однак, не врятував «Партизан» від поразки. За підсумками сезону 2015/16 став з командою володарем Кубка Сербії та віце-чемпіоном країни.
У вересні 2016 року 22-річний футболіст був рано вранці зупинений поліцією в центрі Белграда, але не зміг чітко відповісти на запитання правоохоронців, оскільки перебував в стані сильного алкогольного сп'яніння. У відділенні поліції, куди був доставлений Гогуа, в його крові виявили вміст алкоголю в 1,7 проміле. За це у клубі Седрік отримав штраф  - позбавлення 30% заробітної плати на найближчі три місяці. Також він був відсторонений від тренувань з командою. Згодом йому все ж дозволили працювати з «Партизаном», але на поле більше не виходив. Загалом встиг відіграти за белградську команду 11 матчів в національному чемпіонаті.
В листопаді 2016 року футболіст прибув на перегляд у київське «Динамо», за яке навіть зіграв у товариській грі проти молдавського «Мілсамі», замінивши по перерві Зураба Очігаву.

## Виступи за збірні
Залучався до ігор за юнацьку (до 17 років) і молодіжну (до 20 років) збірні Кот-д'Івуару.

## Титули і досягнення
- Чемпіон Кот-д'Івуару: 2011
- Чемпіонат Фінляндії: 2015
- Володар Кубка Сербії (1): 2015/16
- Володар Кубка Таджикистану (1): 2023
- Найкращий захисник Вейккаусліги: 2014